# Harton, Tyne and Wear
Harton är en stadsdel i South Shields, i distriktet South Tyneside, i grevskapet Tyne and Wear, i England. Stadsdelen hade 8 187 invånare år 2021. Harton var en civil parish 1866–1921 när blev den en del av South Shields och Whitburn. Civil parish hade 2 437 invånare år 1921.